# IMCD
IMCD (Internatio-Müller Chemical Distribution) — оптовий дистриб'ютор спеціальних хімічних речовин та харчових інгредієнтів. Компанія представляє виробників по всьому світу. Штаб-квартира компанії знаходиться в Роттердамі, Нідерланди.

## Діяльність
IMCD працює в 60 країнах світу. В основному компанія працює в Європі, на Близькому Сході та в Африці, де реалізується трохи менше половини її продажів. Інші регіони, де працює компанія - це Америка та Азійсько-Тихоокеанський регіон. У 2022 році близько 2% продажів було реалізовано в Нідерландах.
У 2022 році компанія досягла обсягу продажів у розмірі 4,6 мільярда євро та прибутку в розмірі 313 мільйонів євро. У IMCD працює близько 4 300 співробітників. IMCD постачає своїм клієнтам близько 60 000 різних хімічних продуктів; хімікати надходять від 3 000 постачальників. Клієнти IMCD працюють у багатьох галузях бізнесу.
Валова маржа, тобто продажі мінус закупівлі, становить близько чверті продажів. З валового прибутку IMCD покриває витрати на торгових представників, зберігання запасів і логістику.

## Історія
IMCD була заснована в 1995 році, як частина набагато давнішої компанії Internatio-Müller.
У 2001 році IMCD була придбана  інвестиційною компанією AlpInvest Partners. У липні 2005 року вона продала свою частку компанії AAC Capital, яка перепродала її компанії Bain Capital у грудні 2010 року.  Bain Capital заплатила близько 650 мільйонів євро за IMCD, яка на той час мала 800 співробітників і продажі в 925 мільйонів євро.
У 2014 році компанія була зареєстрована на фондовій біржі. Ціна акцій в час IPO була встановлена на рівні 21 євро. У 2016 році Bain Capital продала останні акції IMCD. З березня 2019 року акції IMCD включені до Індексу AEX.